# إيميات
الإيميات (الاسم العلمي: Immidae) هي فصيلة من الحشرات تتبع رتبة حرشفيات الأجنحة من طائفة الحشرات.

## التصنيف
- الإيمة
- الموكة